# Spolkový zákon o odsunutých
Bundesvertriebenengesetz (BVFG), čili Spolkový zákon o uprchlících a osobách vysídlených (celý název zákona zní Gesetz über die Angelegenheiten der Vertriebenen und Flüchtlinge / Zákon o záležitostech vyhnaných [odsunutých] osobách a uprchlících), upravuje německou legislativu o odsunutých, vysídlených a uprchlých Němcích po druhé světové válce.
První podoba zákona z 19. května 1953 byla oznámena 22. května 1953 spolkovou vyhláškou.

## Nárok na plnění
Nárok na plnění mají odsunutí, vysídlení Němci, uprchlíci ze sovětské zóny a tzv. noví Němci (vysídlení a přišedší do Spolkové republiky po roce 1993), stejně jako jejich pozůstalí.

## Systematika
Zákon je rozčleněn do šesti částí:
- První část (§§ 1 až 6): Obecná ustanovení
- Druhá část (§§ 7 až 20): Rozdělování, práva a výhody
- Třetí část (§§ 21 až 25): Úřady a poradní orgány
- Čtvrtá část (§§ 26 až 29, §§ 30 až 93 odpadly): výjimka
- Pátá část (§§ 94 až 95): Namensführung, Beratung
- Šestá část (§§ 96 až 97): Kultura, výzkum a statistika
- Sedmá část (§§ 98 až 99): Trestní ustanovení
- Osmá část (§§ 100 až 104, §§ 105 až 107 odpadly): Ustanovení přechodná a závěrečná
- Dodatek – výňatek ze Smlouvy o sjednocení Německa příloha I kap. II oddíl D část III (BGBl. II 1990, 889, 919)